# Урслинген, Вернер
Вернер фон Урслинген (нем. Werner von Urslingen, 1308—1354) — известный итальянский кондотьер XIV века немецкого происхождения (швабские кондотьеры). Известен как предводитель самой большой группировки наёмников этого периода — «Великого отряда» (La Grande Compagnia).
Современники говорили, что он избрал для себя девиз: «Враг Бога, милосердия и сострадания».

## Биография
Вернер фон Урслинген родился в 1308 году в Урслингене, древней деревне неподалёку от Дитингена (Швабия) в немецкой дворянской семье герцогов Урслинген, ведущих родословную от герцога Конрада VI из династии Циммерн. Был законным ребенком, однако достоверно этот факт не подтвержден. Использовал титул герцога Урслингена и назывался племянником правивших в XIII веке герцогством Сполето Урслингенов.
В 1338 году сражается за Венецианскую республику против правителя Вероны Мастино II делла Скала. После окончания конфликта присоединяется к кампании Святого Георгия, которую финансируют веронцы и возглавляет Лодрисио Висконти. Принимал участие в битве при Парабьяго (Северная Италия). 
С 1342 года на службе у Пизанской республики в её войнах за обладание Луккой против Флоренции под предводительством Унгаро Малатеста. После окончания кампании Пиза расплатилась с наёмником и выплатила ему дополнительные средства, чтобы он переправился в район Флоренции. Вскоре после этого Вернер фон Урслинген собирает искателей приключений в роту, которая получает название «Великого отряда» и изначально состоит из 3 тыс. немецких всадников.
С ней он грабит Тоскану, Умбрию и Романью. В этих походах он поддерживал Франческо Орделаффи в борьбе с Папской областью. Здесь же его подкупает Малатестино Малатеста из Римини для того, чтобы бороться за свой феод с Феррантино Малатестой.
В 1343 году его нанимает Таддео Пеполи из Болоньи, предложив ему большую сумму денег. Вернер выступает против Обиццо III д’Эсте из Модены. Однако, вскоре он принимает сторону д’Эсте и опустошает несколько городов, включая Корреджо. Позднее Отряд изгоняют из региона Феррара и фон Урслинген с частью войск возвращается в Германию.
В 1347 году он возвращается в Италию. Здесь он начинает служить Людовику I Великому, королю Венгрии и Польши, помогая тому овладеть Неаполем. Войска фон Урслингена под Неаполем побеждают принца Таранто Луи и Людовик входит в город. Позднее Вернера фон Урслингена обвинили в предательстве (организации заговора с женой принца Луи Джоан) и арестовали. После освобождения он с 3000 наёмников поступает на службу к Каэтани из Фонди в борьбе против Орсини из Супино. В 1348 году он ограбил и уничтожил Ананьи.
Этот факт спровоцировал Перуджу и некоторые другие коммуны выставить свои армии против него. Неудачи Вернера и его компании продолжались — ко всему прочему, его наёмники пострадали от вспышки чумы, и он был вынужден отойти от дел. Затем он поступил на службу Папской области и завоевал для неё несколько территорий. Затем выступал за королеву Джованну из Неаполя, которой он помог отвоевать Неаполь обратно.
В 1351 году его рота не могла найти ни одного подходящего контракта, пока его не нанял Мастино II делла Скала, а затем и Висконти. Позднее он вернулся в Швабию, где и умер в 1354 году.
После его смерти «Великий отряд» возглавил Фра Мориале.